# 亞雷漢德羅·桑斯
亞雷漢德羅·桑斯 (Alejandro Sanz, 原名Alejandro Sánchez Pizarro, 1968年12月18日—), 西班牙歌手以及流行音樂作曲家。 桑斯到目前為止總共獲得十五座拉丁葛萊美獎以及三座葛萊美獎。他得過三次拉丁葛萊美年度唱片獎, 是目前獲該獎項最多次的歌手。 他總共發行了九張錄音室專輯以及六張DVD。
出生於馬德里, 桑斯從他父母那裡音樂的影響, 桑斯七歲就開始彈吉他。 他在十六歲時發行了他第一張唱片Los Chulos Son Pa' Cuidarlos但銷行慘淡, 他是從第二張專輯Viviendo Deprisa開始有知名度。 他接下來兩張專輯Si Tú Me Miras以及3同樣也銷售不錯, 但是是他在1997年發行的專輯Más讓他成為全球知名的歌手。 他接下來在2000年發行的專輯El Alma al Aire在推出的第一周就有百萬張的銷售量。
在2002年桑斯成為第一位錄製MTV不插電專輯的西班牙歌手。他跟夏奇拉合唱的單曲La Tortura成為許多排行榜上第一名。 他在接著2003年的唱片No Es Lo Mismo以及2006年的唱片El Tren de los Momentos嘗試不同風格的音樂, 而他2009年的專輯Paraíso Express則回到他原來的曲風。他在2011年跟環球唱片簽約, 現正在錄製他第十張專輯。

## 私人生活
2025年6月，西班牙女子Ivet Playà（现年26岁）在 TikTok、Instagram 和 X 上发布视频，公开指控Alejandro Sanz 与她在18岁起建立不对等的情感关系，称其在近十年间遭遇了情感操控和心理打击。她强调两人虽为自愿交往，但存在明显的年龄差距与权力失衡，自己在过程中感到被利用与羞辱。Sanz 随后回应，表示两人曾是成年人间基于爱与尊重的自愿关系，并否认任何不当行为，同时透露 Ivet 近期曾请求其投资家族企业，被他拒绝。双方说法出现明显分歧，事件引发网络热议。

## 唱片列表

### 錄音室專輯
- 1989: Los Chulos Son Pa' Cuidarlos
- 1991: Viviendo Deprisa
- 1993: Si Tú Me Miras
- 1993: Básico
- 1995: 3
- 1997: Más
- 2000: El Alma al Aire
- 2003: No Es lo Mismo
- 2006: El Tren de los Momentos
- 2009: Paraíso Express
- 2012: La Música no se Toca
- 2015: Sirope

### 外部連結
- 官方網頁（页面存档备份，存于）